# Model IS-LM

Gràfica del model. La corba Is es desplaça a la dreta, bé per una política fiscal d'increment de la despesa o de transferències, o bé per una disminució de la taxa d'impostos. L'equilibri es troba per tant en Y i i.

El Model IS-LM, (també anomenat Model Hicks-Hansen), està inspirat en les idees de John Maynard Keynes però a més sintetitza les seves idees amb les dels models neoclàssics en la tradició d'Alfred Marshall. Va ser elaborat inicialment per John Hicks en 1937 i desenvolupat i popularitzat posteriorment per Alvin Hansen.
Les corbes IS-LM romanen com l'exemple suprem de la pedagogia de la teoria econòmica dels temps de domini del pensament keynesià. Malgrat això, el model va ser qüestionat des del primer moment per molts de keynesians tant per falta de consistència interna com per no representar realment el pensament de Keynes. El propi John Hicks va negligir el model en la dècada de 1980.
Aquest model mostra la interacció entre els mercats reals (corba IS) i monetaris (corba LM). El mercat real determina el nivell de renda mentre que el mercat monetari determina el tipus d'interès.
Ambdós mercats interaccionen i s'influeixen mútuament, ja que el nivell de renda determinarà la demanda de diners (i per tant el preu dels diners o tipus d'interès) i el tipus d'interès influirà en la demanda d'inversió (i per tant en la renda i la producció real). Per tant, en aquest model es nega la neutralitat dels diners i cal que l'equilibri es produïsca simultàniament en ambdós mercats.

## Formulació
El model IS-LM pretén relacionar essencialment els nivells de renda nacional o PIB amb el tipus d'interès relacionant-lo amb la inversió, el consum i la despesa agregats. El primer ingredient és la corba IS que relaciona els punts d'equilibri de l'economia productiva, i el segon és la corba LM que representa els punts d'equilibri als mercats financers.

### Demanda agregada
Cada punt de la corba IS representa les diferents combinacions entre l'ingrés i la taxa d'interès que fan que l'oferta agregada i la demanda agregada al mercat de producte s'igualen. És a dir, la corba IS mostra les combinacions de nivells d'ingrés i taxes d'interès per als quals el mercat de béns es troba en equilibri. El pendent negatiu denota que la inversió depèn inversament del tipus d'interès, una disminució del tipus d'interès fa augmentar la inversió, el que comporta un augment de la producció.
La corba IS es dedueix de la demanda agregada (DA) i la recta de 45 graus o Despesa Efectiva. En el punt en el qual es creuen ambdues, el mercat de béns es troba en equilibri. La DA representa la quantitat de béns i serveis que els consumidors, les empreses, les entitats públiques i altres, desitgen i poden consumir del país per a un nivell determinat de preu. La corba de demanda agregada té pendent negativa: si apugen els preus la gent voldrà comprar menys i si baixen voldrà comprar més.

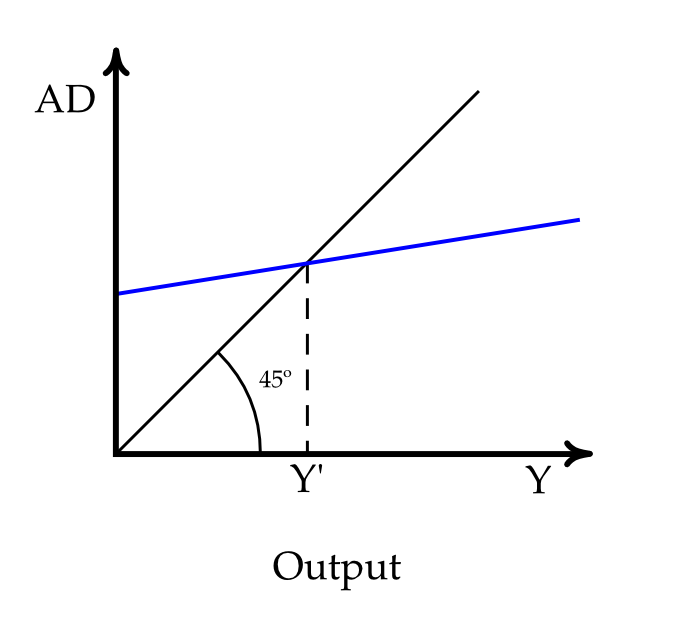
Corba de demanda agregada. El punt on es creua amb la DA amb la recta de 45 graus, és el punt d'equilibri al mercat de béns. A partir d'aquesta sèrie de punts d'equilibri, s'obté l'IS.

La Demanda Agregada s'iguala a la Y (producció):
DA = Y

f(C) + f(I) + G = Y
On f(C) és la funció de consum: C + c·YD.

La C és consum autònom (consum quan YD = 0)

La c és consum marginal (quan augmenta el consum per cada unitat monetària que augmenti la YD)

La YD és renda disponible: Y (renda) - t·y (taxes) + Tr (transferències).

On f(I) és la funció d'inversió: I - b·i.

La b és la sensibilitat de la demanda d'inversió al tipus d'interès (i).
On G és la despesa pública. < br />
L'expressió final seria així:
DA = C + c·TR + I + G - b·i + c·Y - c·t·y
El component autònom de la DA seria A, que és igual a: C + c·Tr + I + G.

L'ordenada per tant estaria formada per la A i pel -b·i .

El pendent de la Da seria aquesta: c·(1-t)·Y
L'expressió final reduïda seria així:
DA = A - b·i + c·(1-t)·Y

### Corba IS

Corba IS.

Per obtenir la corba Is, suposem que el tipus d'interès augmenta per causes exògenes. En augmentar la i augmenta el component b·i, com aquest té signe negatiu, la Da es desplaçarà paral·lelament cap a baix, amb la mateixa pendent que abans (ja que aquesta no varia).
Si es desplaça cap a baix, obtenim un nivell de Y inferior, i una DA menor també. Realitzaríem una gràfica just sota de la de Demanda Agregada, i voríem que l'Is amb un tipus d'interès major, té un nivell de renda inferior. Es dibuixaria la corba i obtindríem l'IS amb pendent negatiu.
L'expressió de l'Is s'obté de la DA. Aclariríem de l'equació el tipus d'interès, i obtendríem:
| Expressió de l'IS                                 |  | |
| {\displaystyle i={\frac {A}{b}}-{\frac {1}{ab}}Y} |  | On: - i = Tipus d'interès. - A = Component autònom de la DA, és a dir C + c·Tr + I + G. - b = Sensibilitat de la demanda d'inversió al tipus d'interès. - a = Alfa. És el multiplicador, i està format per l'equació següent: 1/(1-c(1-t)). - Y = Renda o nivell de producció. |

### Corba LM

Corba LM.

La Lm s'obté a partir de l'equilibri al mercat de diners, que són en conjunt l'equilibri al mercat d'actius. La LM mostra les combinacions de renda i tipus d'interès en els quals la demanda de diners en termes reals és igual a l'oferta de diners.
L'oferta nominal de diners és controlada pels bancs centrals de cada país i en aquest model es considera com una constant (Ms). Com en el model IS-LM el nivell de preus també és constant, l'oferta monetària real serà Ms/p.
La demanda de diner s'expressa de la següent forma: MD = k·Y - h·i. On k és la sensibilitat de la demanda de diners al nivell de renda, i h és la sensibilitat de la demanda de diners al tipus d'interès.
Si aclarim el tipus d'interès, la funció quedaria així: 
{\displaystyle i={\frac {k}{h}}Y-{\frac {1}{h}}M_{D}}
Finalment, com la Ms ve determinada pel banc central, és una variable exògena, serà constant i es representarà gràficament com una recta vertical. En el punt on es creua aquesta recta amb la corba de demanda de diners, expressada anteriorment, hi haurà equilibri a l'esmentat mercat.
A partir d'aquests punts d'equilibri, s'obtindria la corba LM. Que s'expressa de la següent forma:
| Expressió de la Lm                                 |  |  |  | |
| {\displaystyle i={\frac {-M}{ph}}+{\frac {k}{h}}Y} |  |  |  | On: - M = Quantitat de diners al mercat. - p = Nivell de preus. - h = Sensibilitat de la demanda de diners al tipus d'interès. - k = Sensibilitat de la demanda de diners al nivell de renda. - Y = Renda o nivell de producció. |

## Equilibri final
L'equilibri final del model s'obté quan s'iguala l'IS (equilibri al mercat de béns) amb la LM (equilibri al mercat de diners).
Es poden aplicar diferents polítiques per desplaçar l'IS o la LM. Per desplaçar l'Is s'usen polítiques fiscals, que poden ser expansives (amb l'objectiu d'augmentar el nivell de renda o producció, és a dir la Y) o restrictives (amb l'objectiu de disminuir el nivell de renda o producció). Per a l'IS les polítiques a aplicar són les fiscals, i per a la LM són les polítiques monetàries.